# Buteur Métayer
Buteur Métayer (1970-2005) foi o líder rebelde haitiano durante a rebelião de 2003 e o golpe de Estado de 2004 no Haiti contra o presidente Jean-Bertrand Aristide.
Após o assassinato de seu irmão mais velho, Amiot Métayer, em 21 de setembro de 2003, tornou-se o líder da gangue liderada por seu irmão conhecida como "Exército Canibal". Ele acusou as autoridades de terem mandado assassinar seu irmão.
Buteur Métayer transformou o "Exército Canibal" em um movimento rebelde denominado "Frente de Resistência Revolucionária de Artibonite". Esta organização rebelde tomou a cidade de Gonaives no departamento de Artibonite no início de 2004. 
Em 19 de fevereiro de 2004, proclamou-se presidente dos "Territórios Libertados" e posteriormente renomeou sua organização como Frente para a Libertação e a Reconstrução Nacional.
Após a fuga de Aristide, o novo governo, representado por Gérard Latortue, veio a Gonaïves para homenagear Amiot Métayer e os membros do Frente para a Libertação e a Reconstrução Nacional, aclamados como "combatentes da liberdade".
Em junho de 2005, Buteur Métayer morreu de insuficiência renal aguda.